# أليكس باركلي
أليكس باركلي (بالإنجليزية: Alex Barclay)‏ هي كاتِبة أيرلندية، ولدت في 1974 في دبلن في جمهورية أيرلندا.